# Heleocharis dulcis
Heleocharis dulcis là loài thực vật có hoa trong họ Cói. Loài này được Trin. ex Henschel mô tả khoa học đầu tiên năm 1833.